# Sealand
Sealand är en mikronation, eller "skenstat", vars "territorium" utgörs av den brittiska havsplattformen Fort Roughs, eller "Roughs Tower", utanför Storbritanniens ostkust.

## Historia

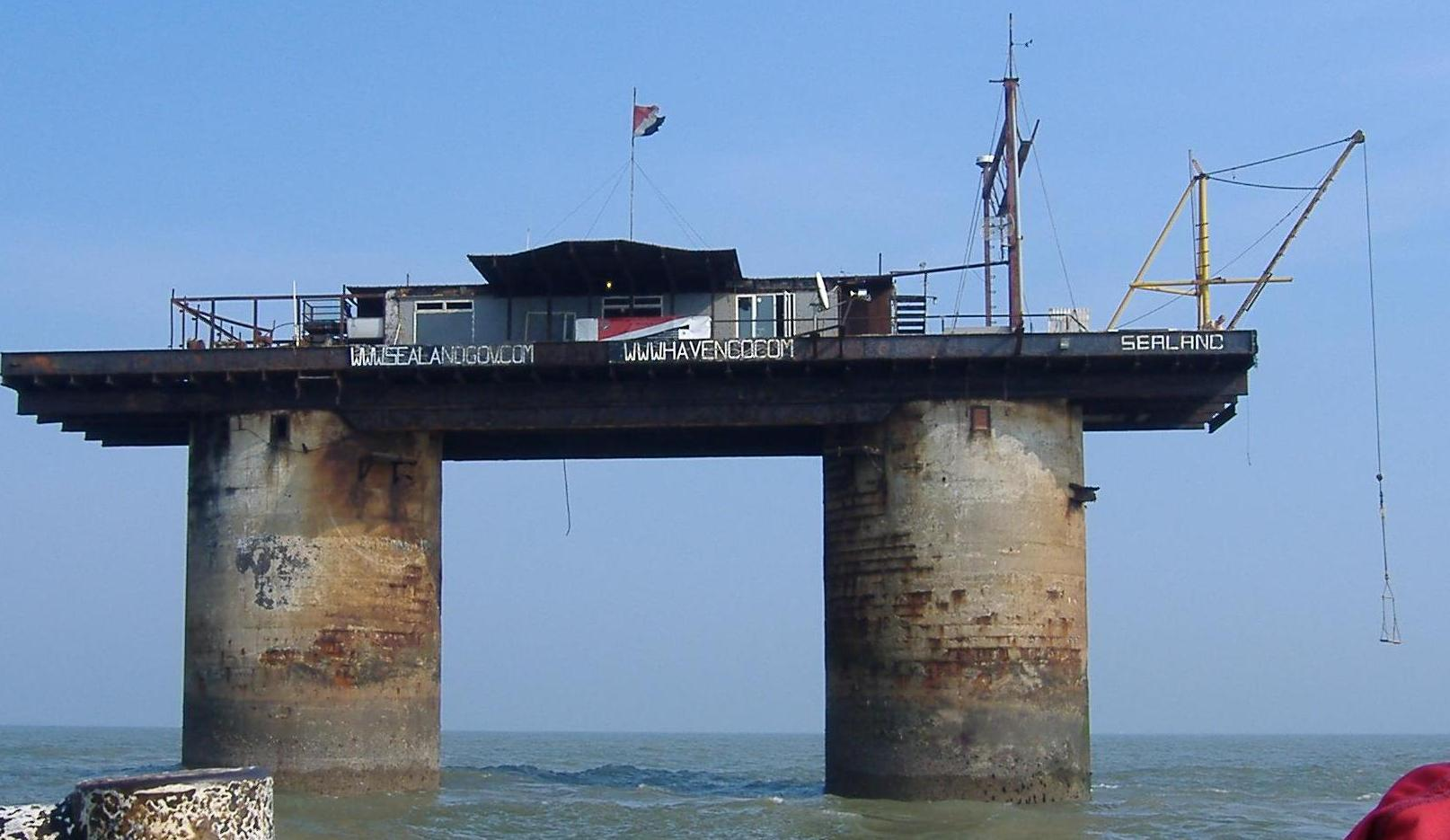
Sealand

Plattformen byggdes 1942, under andra världskriget, för militära ändamål. Den fick namnet HM Fort Roughs och var ett av fyra så kallade Maunsell Forts (efter konstruktören Guy Maunsell) som uppfördes utmed den brittiska kusten.  Under kriget bemannades fortet av mellan 150 och 300 personer. Det var beväpnat med bland annat Bofors 40 mm-kanoner. Efter kriget användes plattformen för andra ändamål fram till 1956 då den avbemannades. 
Den togs över av radiopirater och en före detta brittisk major, Paddy Roy Bates (1921- 2012), som 1967 utropade plattformen till en egen stat, benämnd "Principality of Sealand", med sig själv som statschef. Den formella äganderätten torde dock fortfarande tillhöra den brittiska staten eftersom denna inte avhänt sig plattformen och Bates heller inte slöt något avtal med ägaren.
Vid en incident 1968 besköts brittiska arbetare som utförde underhållsarbeten på varningsbojar runt plattformen av Bates son Michael Bates. Vid den följande rättegången ogillades åtalet av domstolen den 26 oktober samma år. Eftersom plattformen låg utanför den dåvarande territorialvattengränsen ansågs brittisk lag inte tillämplig på fallet. Detta utslag har sedan dess av familjen Bates tolkats som ett erkännande av Sealand som en suverän stat. Sedan 1987 ligger plattformen dock innanför den brittiska territorialvattengränsen, som då utvidgades till 12 nautiska mil (22,2 km). Engelsk lagstiftning ger dock husockupanter (squatters) vissa rättigheter. Sådant betraktas som en civilrättslig snarare än en straffrättslig angelägenhet. Efter 10 år kan husockupanter ges rätt att överta besittningsrätten. Möjligen kan denna lagstiftning ha bidragit till att detta kunnat fortgå så länge. 
Efter en "statskupp" 1978 finns förutom familjen Bates regering även en i Tyskland baserad exilregering med kopplingar till högerextrema grupperingar. Bägge dessa "regeringar" opererar på Internet och försöker påvisa sin egen legitimitet. Sedan 2011 opererar ytterligare en "regering" på Internet, vilken hävdar att Bates störtats och att republik införts under namnet "Republic of Sealand".  
Sommaren 2006 slogs elsystemet ut av en våldsam brand i anläggningens generatorrum. Den person som befann sig på plattformen fördes med rökskador i en militär räddningshelikopter till sjukhus. En flodspruta lyckades senare släcka elden. I stället för den skadade dieselgeneratorn installerades efter reparation ett vindkraftverk med en effekt av tre kilowatt.

## Ekonomi
En inkomstkälla, som kan anses gränsa till bondfångeriverksamhet, är försäljning av adelstitlar och dylikt. Man ger även ut mynt, frimärken och dylikt för försäljning till samlare.
Sealand utfärdar pass, som dock saknar all internationell giltighet. Det finns färre än 300 "officiellt" utfärdade pass från Sealand, men 1997 började någon förfalska sealändska pass och därför finns det över 150 000 stycken, det vill säga 500 gånger så många falska som "äkta". Givetvis är alla typer av sealändska pass, "falska" eller "äkta" helt oanvändbara som resehandlingar och kan betraktas som kuriosa.
I början av år 2007 uppmärksammades att Sealand skulle säljas, och den svenska fildelningssajten The Pirate Bay var spekulant. Försäljningen kom dock aldrig till stånd.
Sealand hyrde dessutom ut område till företaget Havenco Limited, som likaledes ägdes av familjen Bates. Under år 2008 upphörde dock HavenCo:s verksamhet.